# Зденек Гржиб
Зденек Гржиб (чес. Zdeněk Hřib, нар. 21 травня 1981 Славичин, Чехія) — чеський політик і менеджер, з листопада 2018 року мер Праги, член Чеської піратської партії.

## Життя
З 1999 по 2006 рік він вивчав загальну медицину на 3-му медичному факультеті Карлового університету в Празі (присвоєно звання Доктор Медицини). Під час навчання він пройшов стажування в Тайвані в 2005 році. Проживає в Празі з 1999 року.
2007 року працював у MD Access, де був керівником проектів MD KEY та MD COMFORT. З 2008 року був начальником відділу інформатики в Державному інституті контролю за наркотиками, закінчив стажування Національного агентства з безпеки пацієнтів у Лондоні.
З 2008 по 2018 рік працював консультантом у AQUASOFT, яка 2016 року змінив назву на Solitea Business Solutions . У цій компанії він брав участь у проекті електронних рецептів eRecept .
З 2012 року є директором благодійного інституту прикладних досліджень, освіти та управління в галузі охорони здоров'я, який працює, між іншим над Національною системою звітування про побічні події та пропонує послуги з оцінки роботи конкретної лікарні за допомогою Національного набору показників медичних послуг. Опублікував низку статей у чеських та зарубіжних ЗМІ.
Був членом кількох робочих груп з питань ІТ та якості обслуговування на рівні Міністерства, ВООЗ та ЄС. У січні 2018 року став від Чеської піратської партії членом правління Компанії загального медичного страхування Чеської Республіки.
Одружений, має трьох дітей.

## Політична кар'єра
З жовтня 2013 року він є фаном членом Чеської піратської партії. На муніципальних виборах 2014 року був кандидатом від партії у міськраду Праги як безпартійний, але зазнав невдачі. Став членом партії у квітні 2017 року, а з травня 2016 року є її представником у галузі охорони здоров'я.
На муніципальних виборах 2018 року був лідером кандидатів партії до Празької міської асамблеї та згадувався як кандидат на посаду мера Праги . Визначав доступність житла як пріоритетну програму. На виборах став представником Праги. Також балотувався під номером 43 як кандидат до ради району Прага-10.

### Мер Праги

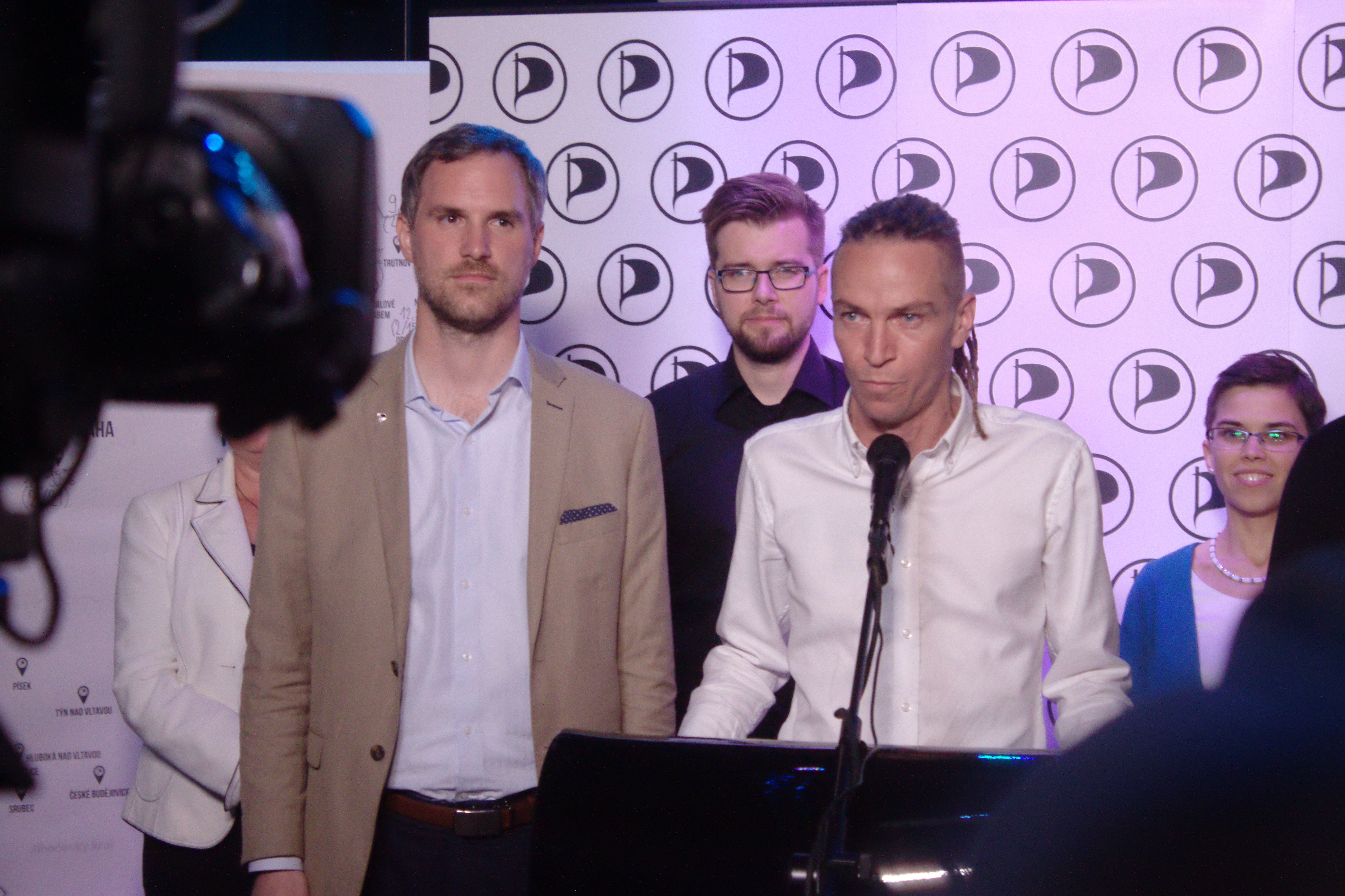
Зліва Зденєк Гржиб, Якуб Мічалек, Іван Бартош та Ольга Ріхтерова в піратському виборчому штабі після виборів до муніципальних рад 2018 року

15 листопада 2018 року Гржиба було обрано мером Праги. Він змінив на цьому посту Адріану Крначову з ANO 2011.
Гржиб зазнав критики опозиції та деяких членів партії, зокрема Івана Бартоша коли він з празькими радниками та ТОР 09 проголосували за резолюцію, яка дозволила таємним голосуванням геологічне обстеження лінії метро D на 1,5 мільярда крон.
Після знесення пам'ятника маршалу Конєву в Празі Зденекові було надано охорону у зв'язку з можливою загрозою з боку РФ.

### Зовнішні посилання
- MUDr. jedniček a nul. MUDr. jedniček a nul. MUDr. jedniček a nul. [онлайн]. 2018-10-15 [цит. 2018-10-16]. Dostupné online .